# Бензопила
Бензопила или мотопила — разновидность ручной цепной пилы, снабжённая двигателем внутреннего сгорания, как правило, двухтактным. Формально бензопилой можно назвать любую механическую пилу с бензиновым двигателем, например, циркулярную, однако название "бензопила" закрепилось в основном именно за цепными пилами.

## История
Ключевые конструктивные элементы бензопилы (цепная пила, шина, двигатель внутреннего сгорания) были созданы в конце XIX века. Практическое применение «пильная гарнитура» нашла с начала XX века, при этом использовались другие типы приводов: пневматический, паровой, механический и пр.
Достоверная информация о первом производителе бензопилы отсутствует, и это право оспаривают несколько современных производителей. Наиболее подтверждённым фактом является начало производства ручных цепных пил с бензиновым приводом Андреасом Штилем (Торговая марка Stihl) в конце 1920-х. В самом начале XX века были сделаны большие цепные пилорамы, приводимые в движение вручную. Все цепные пилы того времени, создававшиеся для валки леса, представляли собой крупногабаритные неуклюжие машины, которыми управляли как минимум два человека. Множество раз производились попытки создания мощной цепной пилы для вырубки деревьев. В 1926 году немецкий инженер-механик Андреас Штиль создал и запатентовал первую ручную цепную пилу с электромотором. Его именем и был назван инструмент — Stihl. В 1927 году немецкий предприниматель Емил Лерп представил свою новую разработку — Dolmar, модель А. Инструмент оснащался двигателем объемом 245 см3 мощностью 8 л. с. и весил 58 кг. Это была первая в мире цепная пила с бензиновым двигателем. Dolmar — название горы в Тюрингии, где прошло первое испытание бензопилы. Через два года Андреас Штиль, продолжая разработки инструмента для валки деревьев, выпустил свою цепную пилу с бензиновым двигателем.

### Бензопилы в СССР
Советский Союз начал закупать иностранные бензопилы (Rinco и Stihl) в конце 1920-х годов. За выпуск пильных цепей для импортированных бензопил Stihl отвечал Горьковский Инструментальный Завод .
Через несколько лет в СССР были созданы бензопилы собственной конструкции - в 1935 году на пермском заводе имени Дзержинского началось производство бензопил МП-220. В предвоенный период, военные годы и первое послевоенное время бензопилы не нашли широкого распространения в лесном хозяйстве, но этот период сыграл позитивную роль в становлении отечественных бензопил:
- специалисты, которые в 1930-х годах разрабатывали отечественные бензо- и электропилы, после войны создали электропилу К-5 и бензопилу «Дружба»;
- был накоплен опыт в разработке технологии механизированной валки леса;
- в учебных планах появились разделы, посвященные моторным пилам;
- появился завод, который с 1935 года занимался разработкой и серийным выпуском бензопил.

Ввоз бензопил из-за рубежа и начало собственного их производства не отразились на характере советского хозяйства, основной объём лесозаготовок в СССР приходился на заключённых исправительно-трудовых лагерей, — тяжелейший труд заключенных на таёжном лесоповале практически никакой механизации не претерпевал. До середины 1950-х годов при валке леса использовались ручные лучковые пилы. В 1951—1952 гг. начали внедряться электропилы «ВАКОПП» весом по 12 кг каждая, но вальщики леса от них отказывались. К 1954 году «лучок» вышел из употребления, постепенно вытесненный электропилами К-5, К-6, для чего по мастерским участкам проводились временные электролинии. Позже валка осуществлялась бензопилами «Дружба» и «Тайга», которые не требовали подводки электролиний и были легче.

## Классификация
- Бытовые пилы — самые примитивные. К их помощи, как правило, прибегают, например, когда надо спилить небольшое деревце. Функциональные способности таких пил минимальные. Они рассчитаны в среднем на 20 часов эксплуатации в месяц (около 40 минут в день), а их невысокая мощность компенсируется малым весом и удобством в обращении.
- Полупрофессиональные модели выполняют любые работы — от ремонтно-строительных до валки деревьев. Единственный их недостаток — невозможность использования по 8-10 часов в сутки в течение длительного периода. Нередко они служат сучкорезами на лесоповале.
- Профессиональные пилы обладают высокой мощностью (как правило, более 2,5 кВт) и характеризуются широким спектром функций. Их применяют в основном в качестве вальных пил, они могут работать весь год по 10-16 часов в сутки. Главная же особенность профессионального инструмента — 8 часов работы без перерыва. Такие пилы изготавливают из прочных и износостойких материалов, а их ресурс колеблется в пределах 1300—2000 моточасов (у бытовых моделей этот показатель в 2-3 раза ниже).

## Конструкция
Бензопила приводится в действие двухтактным бензиновым двигателем внутреннего сгорания с воздушным охлаждением (маховик имеет лопасти, благодаря чему он выполняет функцию вентилятора), соединённым через систему передачи (редуктор и центробежное сцепление) с пильной цепью. Двигателю требуется бензин, предварительно смешанный с специальным моторным маслом 2T для двухтактных двигателей с воздушным охлаждением. Источником электрического тока для системы зажигания является магнето - простейший однофазный генератор переменного тока с возбуждением от постоянного магнита, свеча зажигания является единственной нагрузкой магнето. Запуск двигателя осуществляется мускульной силой пользователя ("верëвочный стартер"), двигатель всегда карбюраторный, имеется примитивный подкачивающий насос в виде кнопки, необходимый для заполнения карбюратора смесью бензина и специального масла для двухтактного двигателя марки 2Т. Топливоподкачивающий насос используется только непосредственно после заправки инструмента, в случае, если в карбюраторе после предыдущей заправки топлива не осталось. Замкнутая втулочно-роликовая цепь движется по направляющей шине и несёт пильные зубья. Бензопила имеет механизм автоматического сцепления, работающий по центробежному принципу, благодаря которому на холостых оборотах цепь неподвижна и безопасна. В случае, если нагрузка на двигатель при пилении превышает допустимую (например, цепь заклинило), то автоматическое сцепление разорвёт (или ослабит до допустимого уровня) передаточный момент на шину, и двигатель не заглохнет. Современные бензопилы также имеют механизм тормоза, который сразу останавливает цепь при отскоке шины в сторону пильщика, обрыве цепи и других аварийных ситуациях.
У некоторых моделей шина крепится к редуктору таким образом, что позволяет её фиксировать в горизонтальном или вертикальном положении, что даёт возможность совершать пропилы, соответственно, в горизонтальной или вертикальной плоскости. 
Многие модели бензопилы, особенно изначально предназначенные для использования при валке леса, имеют возможность подключения выносного гидроустройства (так называемого «гидроклина»), которое представляет собой исполнительный гидромеханизм. Нагнетание рабочей жидкости (масла) в гидромеханизм осуществляется бензопилой.
Широко распространены цепные пилы с электрическим мотором, причем например долбежник (ручной инструмент для выборки глухих узких и глубоких гнезд) бывает только с электроприводом.

## Бензопила в культуре
В ряде художественных фильмов про зомби и других изображение бензопилы как орудия массового убийства в руках психически неуравновешенного преступника фигурирует как символ безграничной жестокости, безумия, разрушения, неизбежности зла.
Этот кинематографический штамп был настолько популярен, что послужил также предметом высмеивания в кинопародиях, а также попал в некоторые из Doom-подобных компьютерных игр как одно из средств вооружения героя.
Например, весьма широко известен фильм «Разрежь меня на части!» (другой перевод: «Техасская резня бензопилой»), снятый в 1974, а также его продолжение «Техасская резня бензопилой 2» 1986 года и ремейк 2003.
С другой стороны, канадские мастера культуры приняли бензопилу как орудие скульптора по дереву. Особую популярность искусство резьбы бензопилой (chainsaw carving) обрело в городке Хоуп (Hope) в Британской Колумбии, улицы и площади которого ныне все изукрашены созданиями мастеров бензопилы.